# 四川省北川中学
四川省北川中学是一所位於四川省北川羌族自治县的公办普通高中。

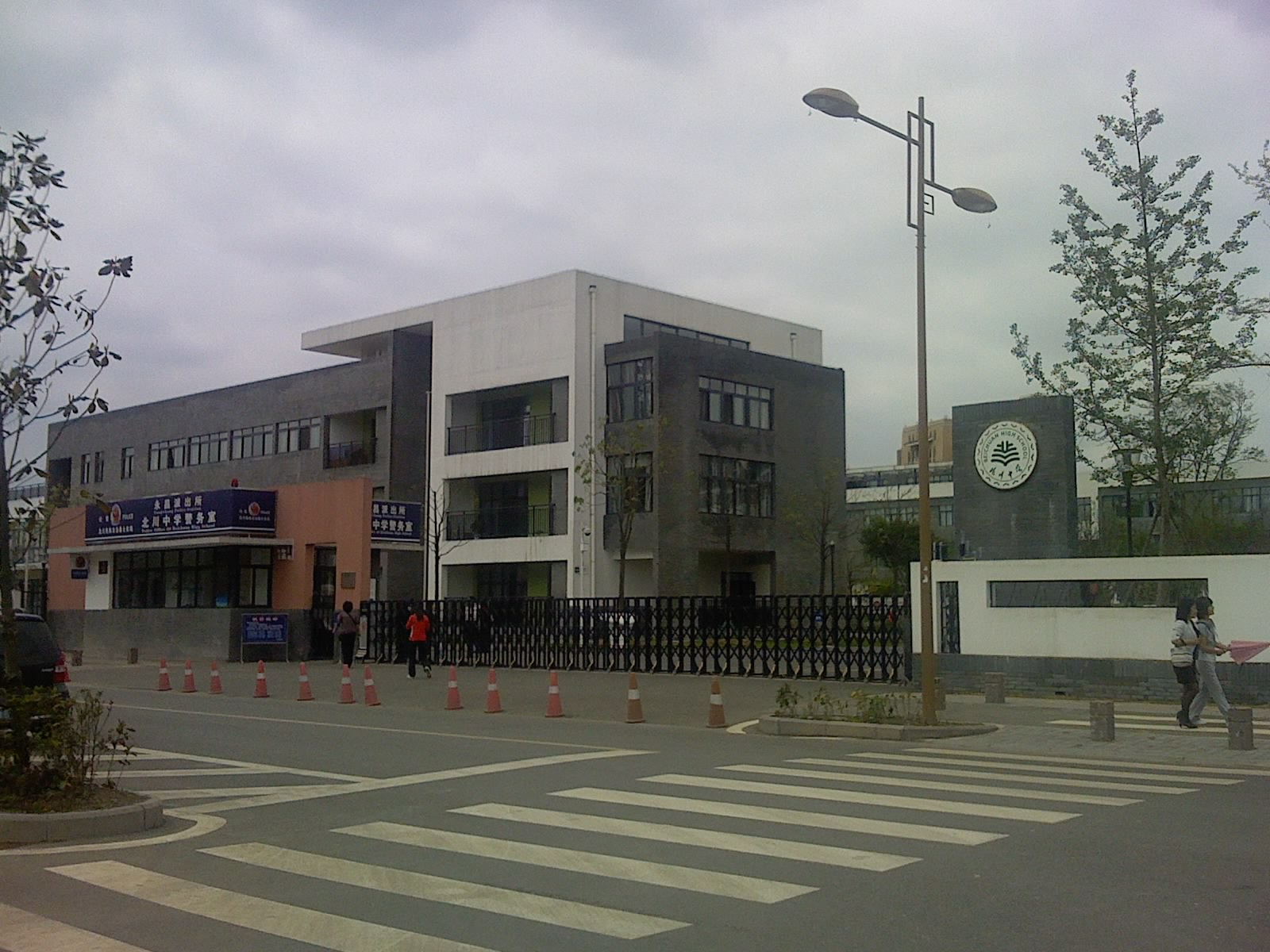
汶川地震后重建的北川中学校舍

## 历史
- 1944年，北川酉山书院成立，为四川省北川中学前身。[1]
- 1953年，书院随北川县政府迁至北川曲山镇。
- 1980年，书院定名为四川省北川中学。
- 2003年，北川中学被确定为绵阳市示范性普通高中。
- 2008年5月12日，汶川大地震北川中学教学楼主体结构坍塌[2]，超過1,000名师生遇难。[3]
- 2009年5月12日，北川中学汶川地震灾后重建工程开工。[4]
- 2010年9月1日，北川中学重建项目完工并重新招生。[3]
- 2012年12月，被教育部确定为第一批教育信息化试点单位。
- 2013年4月，北川中学开始和绵阳中学合作办学。[1]

## 概况
重建后的北川中学占地225亩，建筑面积为7.2万平方米，校园内建设有两个操场、三栋教学楼、四栋学生宿舍、一个图书馆、一个实验楼、一个办公楼，可供五千二百名学生学习和寄宿。学校以灰色为主色调，抗震设防等级8级。
思科公司“思蜀援川”项目为北川中学震后重建的信息化改造设计并创建了“21世纪网络学校”、“教育服务云”和“远程教学平台”3大解决方案。

## 汶川地震中的北川中学

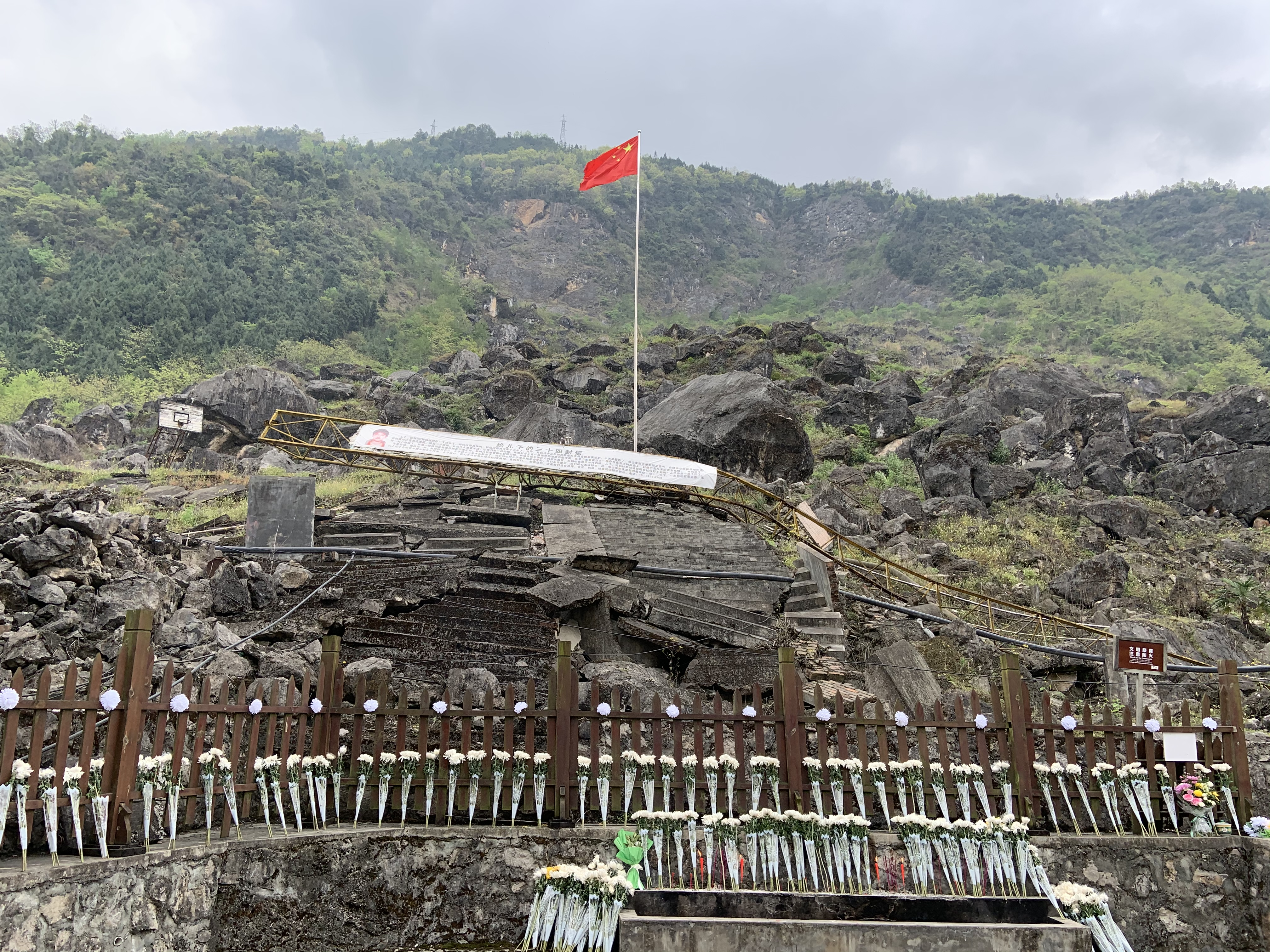
地震后被景家山崩塌掩埋的北川中学曲山镇校址

在2008年5月12日的汶川大地震中，北川中学两座五层教学楼整体倒塌。学校共有一千余名师生被埋压遇难，为汶川地震中伤亡最为惨重的学校。在逃生过程中，亦有大量教师为保护学生而遇难的情况。
2008年，由于学校被完全摧毁，北川中学迁至绵阳长虹影剧院作为临时校区行课，至2010年新校区重建完毕方迁入永昌镇的新北川中学。